# Gánti berkenye
A gánti berkenye (Karpatiosorbus dracofolia) a rózsavirágúak (Rosales) rendjébe és rózsafélék családjába tartozó növényfaj. Korábban a berkenyék (Sorbus) növénynemzetségébe volt besorolva. Különálló taxonként Németh Csaba írta le 2009-ben, a lisztes berkenye (Sorbus aria) rokonsági körébe tartozó, de attól és más közel rokon kisfajoktól is több jellegzetességében eltérő fajként.

## Megjelenése
Körülbelül 8 méteres magasságig megnövő fa, egyszerű levelei viszonylag vastagok, karéjosak, a karéjok rövidek, hegyesek, finoman fogazottak. A levelek ékvállúak, alakjuk a deltoidtól és a romboidtól a tojásdadig változó; fonákuk szürkészölden molyhos, a 12–17 mm hosszú levélnyél ugyancsak gyéren molyhos. A levélérpárok száma 8-10. Virágzatában a virágok száma 25–40 között mozog, a fehér párta széles tojásdad, belső oldalának alsó harmadában szintén molyhos. Az érett termés barnásvörös, alma alakú, a szélességénél mindig valamelyest hosszabb, csak ritkásan paraszemölcsös.
Hasonlít hozzá a csákberényi berkenye (Sorbus pseudovertesensis) és a vértesi berkenye (S. vertesensis), de a levelek fogazottságának és karéjozottságának jellege és a főbb méretarányok mindhárom fajnál szignifikánsan eltérőek.

## Előfordulása
Egyetlen ismert állománya körülbelül 50 egyedből áll, amelyek a Gánthoz tartozó, attól északnyugatra található Kápolnapuszta közelében húzódó Antal-árok térségében, annál valamelyest északabbra élnek, nem messze a közeli hegygerincen felállított Rédl-emlékműtől. A populáció élőhelye növénytársulástani szempontból nyílt, illetve zárt dolomit sziklagyepekkel érintkező mészkedvelő tölgyes, amelyben néhány más, jobbára szintén a lisztes berkenye rokonsági körébe tartozó berkenyefaj is előfordul.
A fajt leíró Németh Csaba botanikus a Magyar Természettudományi Múzeum Növénytárában elhelyezett Carpato-Pannonicum gyűjtemény áttekintésekor öt olyan régebbi (az 1950-es években, ugyanezen környéken gyűjtött) herbáriumi példányt talált, amelyeket a véleménye szerint eredetileg tévesen határoztak (az öt példányt három különböző néven), valójában azonban szintén a gánti berkenye példányai voltak. A szerző az alapján azt a következtetést is levonta, hogy bár a legtöbb berkenye-kisfaj kialakulási idejéről csak sejtéseink lehetnek, ez a kisfaj már legalább 60 éve kialakult.

## Védettsége
Magyarországon a lisztes berkenye rokonsági körébe tartozó összes kisfajjal együtt védett faj, természetvédelmi értéke jelenleg (2013-as állapot szerint) 10.000 forint.